# Meyton Elektronik
Koordinaten: 52° 11′ 41″ N, 8° 27′ 37,7″ O
Die Meyton Elektronik GmbH ist ein deutsches Unternehmen mit Sitz in Melle-Bruchmühlen und führender Hersteller von elektronischen Messsystemen für den Schießsport. Meyton war der erste Hersteller, der die Messung mittels Lichtschranken durchgeführt hat.

## Geschichte
Die theoretische Idee, den Schusswert mittels einer LED-Lichtschranke zu ermitteln, wurde von Ewald Etgeton bereits in den 1980ern entwickelt. Der Elektroniker Paul Meyer half bei der Umsetzung dieser Idee und kurz darauf wurde ein erster Prototyp in einem örtlichen Schützenverein getestet. Daraufhin wurde 1991 von Meyer und Etgeton die Meyton Elektronik GmbH in Mettingen gegründet. Kurz darauf kam Udo Witte als Informatiker und dritter Mann hinzu.
2000 bildete das Unternehmen für alle drei die hauptberufliche Basis und die beiden Gründer, Meyer und Etgeton zogen sich aus dem Unternehmen zurück. Udo Witte übernahm den Posten als Geschäftsführer. 2002 wurde der Sitz nach Melle-Bruchmühlen verlegt.

## Produkte
Meyton stellt elektronische Messsysteme für den Schießsport her.

### Aufbau

Meyton SteuerPC 104-3 mit Monitor und Bedienpult

Die Anlage besteht aus mindestens zwei Grundkomponenten:
- Messrahmen und
- Steuer PC

Meyton setzt bei den Betriebssystemen aller Steuer PCs und Hauptrechner auf Linux, zum einen um Lizenzkosten zu sparen und zum anderen wegen der leichten Anpassbarkeit. Auf diese Weise kommen die Steuer PCs mit einer 300 MHz CPU aus.
Werden mehrere Stände zu einer Anlage verbunden, können weitere Komponenten hinzukommen:
- Hauptrechner (mit openSUSE als Betriebssystem),
- Netzwerk und
- ein oder mehrere Netzwerkswitches (abhängig von der Anzahl der Stände)

### Messverfahren
Die Messung, um den Schusswert zu ermitteln, läuft folgendermaßen ab:
1. Das von einer Waffe abgefeuerte Geschoss durchfliegt den Messrahmen.
2. Dabei unterbricht es die Lichtschranken der X- und Y-Achse. Der Nullpunkt dieses Koordinatensystems liegt in der Mitte des Messrahmens und damit auch im absoluten Scheibenmittelpunkt. Der Schnittpunkt 0,0 liegt genau in der Scheibenmitte

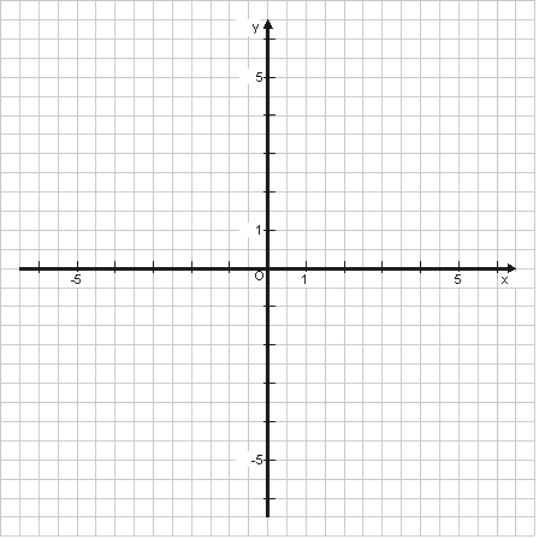
Der Schnittpunkt 0,0 liegt genau in der Scheibenmitte

3. Die ermittelten Koordinaten werden an den Steuer PC weitergeleitet.
4. Der Steuer PC errechnet aus den erhaltenen Daten den Schusswert und stellt es dem Schützen graphisch dar.
5. Weiterhin sendet der Steuer PC diese Information an den Hauptrechner, dass dieser später daraus Ergebnislisten erstellen kann.

Viele Schützen kritisierten, dass die Ringe der Scheibe aufgrund der digitalen Technik nicht rund, sondern eckig sei. Tatsächlich kann es vorkommen, dass bei der graphischen Darstellung die Ringe auf dem Bildschirm nicht rund erscheinen. Aber die Ermittlung des genauen Schusswertes erfolgt über den Abstand des Schusses zum Scheibenzentrum. Dieser Abstand wird mittels des Satz des Pythagoras ermittelt. Auf diese Weise wird immer der direkte Abstand des Schusses zum Scheibenmittelpunkt gerechnet. Von der ISSF und dem Deutschen Schützenbund gibt es Tabellen, bei welchem Abstand des Schusses welcher Schusswert vorliegt. So wird gewährleistet, dass für alle Schützen die gleichen Bedingungen gelten.

## Verbreitung
Die Meyton Messanlage wird in den meisten Landesleistungszentren der Schützenverbände eingesetzt:
- Bad Kreuznach vom Landesleistungszentrum Sportschießen RLP (getragen vom Fachverband Sportschießen Rheinland, Fachverband Sportschießen Rheinhessen und dem Pfälzischen Sportschützenbund)
- Berlin vom Schützenverband Berlin-Brandenburg
- Dortmund vom Westfälischen Schützenbund
- Frankfurt am Main vom Hessischen Schützenverband
- Frankfurt an der Oder vom Brandenburgischen Schützenbund
- Hannover vom Niedersächsischen Sportschützenverband
- Pforzheim vom Landesleistungszentrum Sportschießen BW (getragen vom Badischen Sportschützenverband, Württembergischen Schützenverband und Südbadischen Sportschützenverband)
- Pfreimd vom Oberpfälzer Schützenbund